# Prostituição na Grécia Antiga

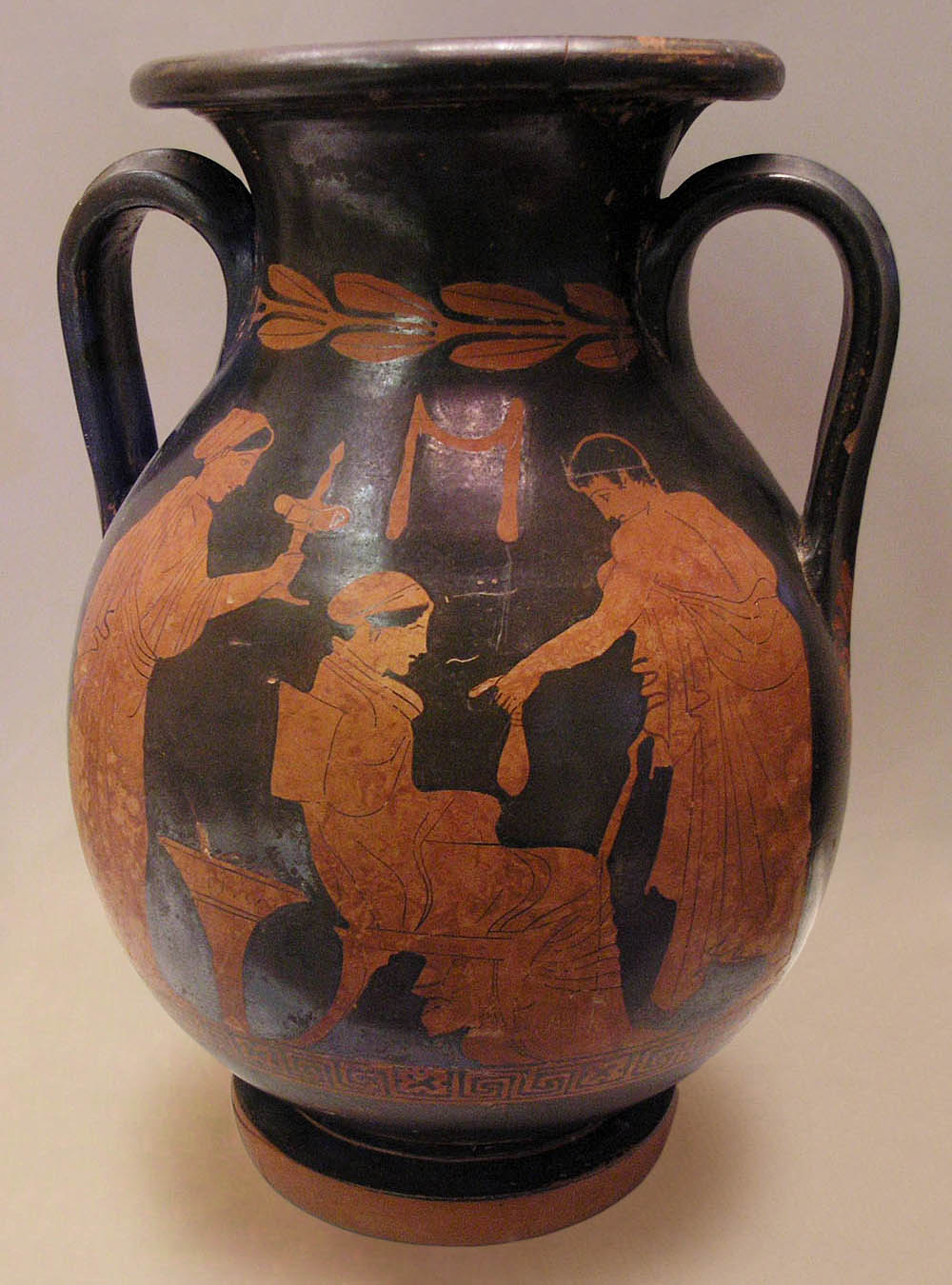
Cortesã e o seu cliente

A prostituição era uma componente da vida cotidiana dos Gregos antigos. Nas cidades gregas mais importantes, e em particular nos portos, empregava uma parte não negligenciável da população, representando uma atividade económica de relevo. A prostituição não era clandestina: as cidades não a puniam e os bordéis trabalhavam à vista da população.
Em Atenas era atribuída a Sólon a criação de bordéis estatais com preços regulados. A prostituição envolvia de forma desigual os sexos: mulheres de todas as idades e jovens do sexo masculino prostituíam-se para uma clientela maioritariamente masculina.

## Prostituição feminina
A naturalidade com que era percebida a prostituição feminina  é indicada por uma passagem de Contra Neera (122),  do século IV a.C. atribuída ao pseudo-Demóstenes:
 "Temos as cortesãs para o prazer; as concubinas para nos proporcionar cuidados diários e esposas para que nos dêem filhos legítimos e para que sejam guardiãs fieis de nossa casa."
Simultaneamente, as leis condenavam severamente as relações sexuais com mulheres livres, fora do contexto do casamento, pois delas se esperava  a castidade. Em caso de adultério, o marido enganado tinha o direito de matar o ofensor, caso o apanhasse em flagrante delito; aplicava-se o mesmo em caso de violação. No entanto, nada acontecia se o marido recorresse aos serviços de uma hetera ou se trouxesse uma concubina (em grego παλλακή, pallakế) para  a casa. A idade média de casamento, para os homens, era 30 anos. Portanto,  se um jovem ateniense desejasse manter relações sexuais só poderia fazê-lo com prostitutas.
A prostituição feminina destinada a mulheres encontra-se pouco documentada. Em O Banquete, de Platão, Aristófanes menciona as ἑταιρίστριαι, hetairístriai, no seu famoso mito do Amor. Para ele, "as mulheres descendentes das mulheres primitivas  não têm grande gosto pelos homens: elas preferem as mulheres; são as  chamadas hetairístriai". O significado desta palavra é obscuro. Supõe-se que se trate de prostitutas que atendiam a uma clientela lésbica. Luciano refere-se a elas no Diálogo das Cortesãs, mas é possível que seja apenas uma alusão à passagem da obra de Platão.

### Pornai
As prostitutas da Grécia Antiga podem ser enquadradas em várias categorias. Na parte inferior da escala encontravam-se as πόρναι, transl. pórnai, palavra que deriva de πέρνημι, pérnemi, "vender". Estas mulheres eram em geral escravas, propriedade de um πορνοϐοσκός, transl. pornoboskós, isto é, de um proxeneta, que retirava para si uma quantia do dinheiro  ganho por elas. O  pornoboskós podia ser um cidadão, pois o lenocínio era considerado como uma atividade econômica igual a qualquer outra. Teofrasto, na obra Caracteres (VI, 5), cita o proxeneta na lista de profissões correntes, onde se incluem o dono de uma hospedaria e o coletor de impostos. O proxeneta  também podia ser um meteco (estrangeiro ou estrangeira).
Na Época Clássica as prostitutas eram escravas de origem bárbara. Durante o Período helenístico, juntaram-se a elas também as jovens abandonadas pelos pais, consideradas como escravas até prova em contrário. As prostitutas trabalhavam em bordéis, geralmente situados em zonas da cidade associadas à prostituição, como o Pireu (porto de Atenas) ou o Cerâmico. A sua clientela era composta por marinheiros e cidadãos pobres.
Nessa categoria também se enquadravam as mulheres que trabalhavam nos bordéis estatais de Atenas. Segundo Ateneu  (Banquete dos Eruditos, XIII, 23), citando o  dramaturgo Filémon (Adelfas, fragmento 4) e o historiador Nicandro (Historia de Colofón, FGrH 271-272, fragm. 9), foi Sólon quem "preocupado em acalmar os ardores dos jovens (...) tomou a iniciativa de abrir casas de passe e de ali instalar jovens compradas". O mesmo Sólon teria mandado erguer, com dinheiro proveniente de tributos sobre a  prostituição, o templo de Afrodite Pandemos, "Afrodite do povo". Embora pairem dúvidas sobre a exatidão desses relatos, pode-se depreender que a prostituição fosse, efetivamente, parte integrante da democracia ateniense.

### Prostitutas independentes

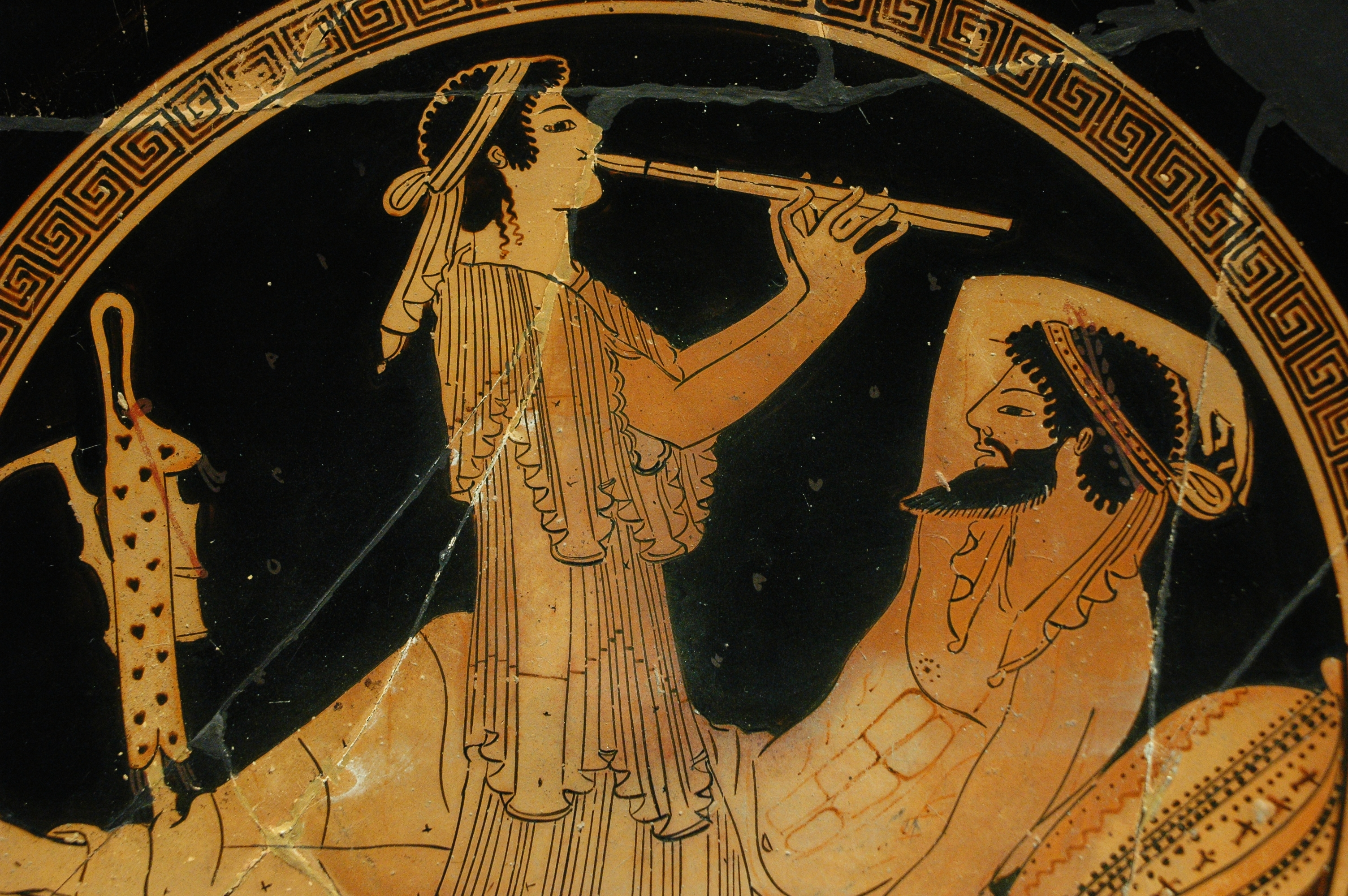
Um participante de banquete e uma tocadora de flauta

Um grau acima das pornai encontravam-se as prostitutas independentes que trabalhavam nas ruas. Para além de mostrarem os seus encantos diretamente aos clientes, essas mulheres recorriam a verdeiras técnicas publicitárias, usando umas sandálias especiais cuja sola estava preparada para deixar inscrito no solo ΑΚΟΛΟΥΘΙ / AKOLOUTHI, "segue-me". Essas prostitutas utilizavam também uma maquilhagem garrida.
Estas mulheres eram de origem diversa: mulheres estrangeiras que não encontravam emprego na cidade a que tinham chegado, viúvas pobres, antigas pornai que tinham adquirido a sua liberdade (mas que tinha que pagá-la). Em Atenas estavam sujeitas a uma taxa e tinham que ser registradas.
Podem ser incluídas nesta categoria as músicas e dançarinas que trabalhavam nos banquetes. Aristóteles, na sua Constituição dos Atenienses, menciona entre as atribuições específicas dos dez astinomos encontrava-se o não permitir que as tocadoras de flauta, de lira e de cítara sejam alugadas por mais de dois dracmas por noite. Os serviços sexuais faziam parte da prestação dos serviços, tendo os preços tido uma tendência para aumentar, apesar do controlo dos astinomos.

### As hetairas
As hetairas ou heteras  (do grego ἑταίραι, transl. hetaírai: 'companheiras', 'amigas') eram  as prostitutas da mais alta categoria. Ao contrário das outras, não se limitavam a oferecer serviços sexuais e não trabalhavam "por peça". As hetairas eram acompanhantes comparáveis, em certa medida,  às gueixas: tinham uma boa educação, o que lhes permitia dialogar com figuras cultivadas. As hetairas eram independentes e poderiam gerir os seus próprios bens.
Uma das hetairas mais famosas foi Aspásia, amante de Péricles. Originária de Mileto, sendo portanto uma estrangeira em Atenas, Aspásia conviveu com Sófocles, Fídias e com Sócrates e os seus discípulos. Plutarco (Vida de Péricles, XXIV, 2) refere-se a ela como uma personalidade detentora de poder, que teve sob a sua rédea aos homens políticos mais importantes.
Para além de Aspásia, conhecem-se outras hetairas da Época Clássica, como Teodota, companheira de Alcibíades, com a qual Sócrates dialoga nos Memóraveis (III, 11, 4); Neera, tema de um discuro do Pseudo-Demóstenes; e Friné, modelo da Afrodite de Cnido, obra-prima do escultor Praxíteles, de quem foi amante, tendo também mantido uma relação com Hipérides, orador que a defendeu quando foi acusada de impudícia.

### Prostituição sagrada
A Grécia não conheceu na mesma escala o fenómeno da prostituição sagrada que existiu nas civilizações do Próximo Oriente. Os únicos casos conhecidos referem-se a franjas remotas do mundo grego (Sicília, Chipre, reinos do Ponto e Capadócia) e a cidade de Corinto cujo templo de Afrodite albergava um número significativo de servidores pelo menos desde a Época Clássica. Em 464 a.C., um homem chamado Xenofonte, cidadão de Corinto vencedor das provas de corrida e pentatlo nos Jogos Olímpicos, dedicou a Afrodite cem moças em sinal de agradecimento. Durante a era romana, Estrabão refere que este templo possuía mais de cem prostitutas sagradas.

### Esparta
De todas as cidades da Grécia Antiga, Esparta era conhecida por não abrigar nenhuma porné. Plutarco (Vida de Licurgo, IX, 6) explica o fenómeno pela ausência de metais preciosos e de uma verdadeira moeda - Esparta utilizava uma moeda de ferro que não era reconhecida em nenhum outro sítio - razões pelas quais nenhum proxeneta tinha interesse em ali se instalar. A única evidência que parece contradizer a inexistência da prostituição refere-se a um vaso do século VI a.C. que mostra mulheres a tocar o aulos (flauta) num banquete. No entanto, julga-se tratar-se da reprodução de um tema iconográfico e não da representação da realidade espartana da época. A presença de elementos como um demónio alado, frutas, plantas e de um altar sugerem que pode tratar-se de um banquete em honra de umas divindades da fertilidade, como Ártemis Órtia ou Apolo Jacinto.
Contudo, durante a Época Clássica Esparta conheceu as hetairas. Ateneu refere as cortesãs com as quais Alcibíades se encontrou durante o seu exílio na cidade (415-414 a.C.).
A partir do século III a.C., quando grandes quantidades de moeda estrangeira circulam na Lacónia, Esparta enquadra-se na norma das outras cidades gregas em matéria de prostituição. Na Época helenística Polémon de Atenas descreve ao retrato da célebre hetaira Cotina e à vaca de bronze por si dedicada.

### Condições de vida das prostitutas

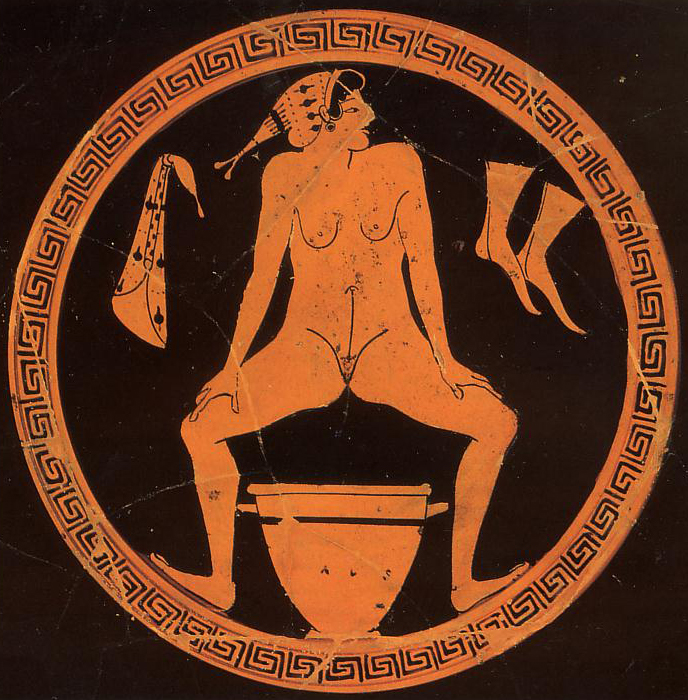
Prostituta a urinar para um vaso

A condição das prostitutas é difícil de avaliar; pelo simples facto de serem mulheres, já se encontravam relegadas a uma posição inferior na sociedade grega. Não se conhecem testemunhos diretos sobre as suas vidas nem descrições dos bórdeis onde trabalhavam. É muito provável que os bórdeis da Grécia fossem semelhantes aos de Roma, descritos pelos escritores e preservados em locais como Pompeia: locais escuros, estreitos e malcheirosos. Um dos termos correntes entre os Gregos para designar uma prostituta era χαμαιτυπής / khamaitypếs, o que significa "que toca a terra", sugerindo que a prestação do serviço tinha lugar no chão.
Alguns autores colocam as prostitutas a falarem de si mesmas nas suas obras. É o Luciano de Samósata no Diálogos das Cortesãs e Alcifrón nas suas cartas, mas importa ter presente que se tratam de obras de ficção. As prostitutas apresentadas nestas obras são independentes ou hetairas, não se referindo às prostitutas escravas, a não ser para considerá-las como fonte de lucro. Os textos revelam claramente que as prostitutas eram censuradas pela natureza mercantil da atividade que exerciam. Para um grego uma pessoa que se prostituia, fosse mulher ou homem, o fazia por necessidade económica ou por gosto pelo lucro. A ganância das prostitutas é assim um tema recorrente na comédia grega. Deve ser referido que em Atenas elas eram as únicas mulheres a lidar com dinheiro, o que provavelmente provocava o ressentimento dos homens. Outra explicação possível para este suposto gosto pela ganância relaciona-se com a curta duração da carreira de prostituta: para poderem guardar algum dinheiro para a velhice tornava-se conveniente acumular o máximo de dinheiro em pouco tempo.
Os tratados de medicina fornecem um olhar, se bem que parcial e incompleto, sobre a vida quotidiana das prostitutas. Para as prostitutas escravas tornava-se necessário a evitar a todo o custo a gravidez. Os métodos contraceptivos usados pelos Gregos são menos conhecidos que os utilizados pelos Romanos. No entanto, num tratado atribuído a Hipócrates, descreve-se o caso de uma dançarina "que tinha por hábito ir com os homens", à qual recomenda saltar para desta forma fazer sair o esperma, evitando o risco de gravidez. É também provável que as pornai recorressem ao aborto e ao infanticídio por exposição.
A cerâmica grega permite igualmente conhecer a vida das prostitutas. A representação das prostitutas pode ser dividida em quatro categorias:
- cenas de banquete
- cenas de atividade sexual
- cenas de satisfação de necessidades fisiológicas
- cenas de maus-tratos

Nas cenas de satisfação das necessidades fisiológicas, é frequente que a prostituta seja retratada com um corpo pouco gracioso. Nas cenas de relações sexuais, reconhece-se a presença de uma prostituta pela presença de uma bolsa. A posição sexual mais representada corresponde à mulher sendo penetrada, encontrando-se de joelhos, o que pode corresponder a penetração vaginal ou anal. O sexo anal era considerado degradante, e aparentemente esta posição era descrita como pouco agradável para a mulher. Alguns vasos mostram cenas nas quais as prostitutas são ameaçadas com um pau ou uma sandália e obrigadas a se submeter a atos considerados degradantes, como a prática do sexo oral e sexo anal. [carece de fontes?]
Apesar das hetarias serem as mulheres mais livres da Grécia, deve ser referido que muitas delas desejavam tornarem-se respeitadas pela sociedade e encontrar um marido.[carece de fontes?]

### Prostitutas na literatura
No tempo da Comédia Nova as prostitutas, junto com os escravos, tornaram-se verdadeiras estrelas das comédias. Isto pode ser explicado pelo ênfase dado pela Comédia Nova a aspectos da vida privada e quotidiana, por oposição aos temas políticos tratados pela Comédia Antiga.
Na obra Amores Ovídio afirma: "Enquanto os escravos forem falsos, os pais severos, as coscuvilheiras pérfidas e as meretrizes fáceis, Menandro viverá". No teatro de Menandro, a prostituta poderia ser uma amiga de infância do protagonista, que entrou no mundo da prostituição depois de ter sido abandonada ou raptada por piratas; reconhecida pelos pais, abandona o mundo da prostituição para casar.

## Prostituição masculina

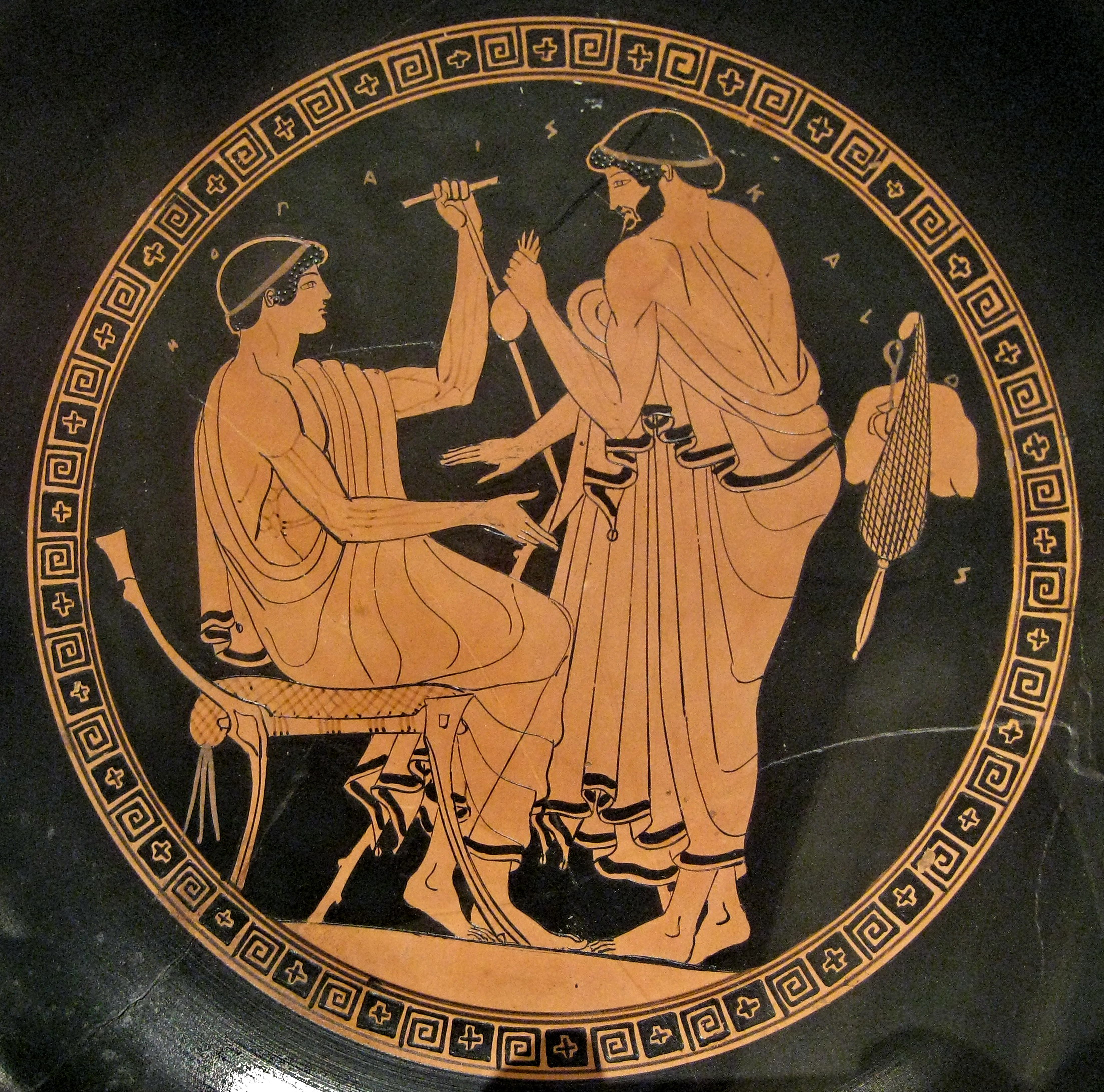
Homem oferecendo dinheiro a um jovem em troca de sexo.
Tondo em um kílix de figuras vermelhas, conservado no Museu Metropolitano de Arte de Nova York.

A Grécia Antiga possuia também uma grande quantidade de  πόρνοι, pórnoi, prostitutos.  Alguns deles trabalhavam para uma clientela feminina, encontrando-se atestada a existência de gigolôs desde a Época Clássica. Na comédia Pluto, Aristófanes coloca em cena uma mulher de idade avançada que gastara todo o seu dinheiro com um amante que posteriormente passa a rejeitá-la. Contudo, a maioria dos prostitutos trabalhava para uma clientela masculina.

### Prostituição e pederastia
Ao contrário da prostituição feminina, que envolvia mulheres de todas as idades, a prostituição masculina encontra-se praticamente confinada ao grupo dos adolescentes.
O período durante o qual os adolescentes eram considerados desejáveis estendia-se entre a puberdade e o aparecimento da barba, constituindo a ausência de pêlos um elemento de erotismo entre os gregos. São mesmo conhecidos casos de homens que tinham como amantes homens mais jovens que se mantinham depilados.
Da mesma maneira que acontecia com a versão feminina, a prostituição masculina não era para os gregos objecto de escândalo. Os bordéis de rapazes existiam não apenas nas zonas do Piréu, Keramaikos, no monte Licabeto, mas um pouco por toda a Atenas. Um dos mais célebres destes jovens prostitutos é sem dúvida Fédon de Élis. Feito escravo durante a tomada da sua cidade, o jovem trabalhou num bordel até que Sócrates o conheceu, tendo o filósofo comprado a sua liberdade. O jovem tornou-se seu discípulo, tendo o seu nome sido atribuído a dos diálogos de Platão, o Fédon que narra os instantes finais da vida de Sócrates. Os prostitutos masculinos encontravam-se também sujeitos ao pagamento de uma taxa.

### Prostituição e cidadania
A existência de uma prostituição masculina em larga escala revela que os gostos pederásticos não estavam restritos a determinada classe social. Os cidadãos que não tinham tempo ou disponibilidade para seguir os rituais da pederastia (observar os jovens no ginásio, fazer a corte, oferecer presentes), poderiam recorrer aos prostitutos, que à semelhança das prostitutas encontravam-se protegidos pela lei contra as agressões físicas. Outra razão que explica o recurso à prostituição relaciona-se com os tabus sexuais: os gregos consideravam a prática do sexo oral como um acto degradante. Assim, numa relação pederástica o erastés (amante mais velho) não poderia pedir ao erómenos que praticasse este acto, reservado aos prostitutos.
Apesar do exercício da prostituição ser legal, era mesmo assim uma prática vergonhosa, encontrando-se associado aos escravos ou aos estrangeiros. Em Atenas tinha para um cidadão consequências políticas, nomeadamente a perda dos direitos civícos (atimía). Na obra Contra Timarco, Ésquines defende-se dos ataques de Timarco com a acusação deste ter praticado a prostituição durante a juventude, devendo por isso ser excluído dos seus direitos políticos, como o de apresentar queixa contra alguém.

### Preços
Tal como no caso das mulheres, os preços cobrados pelos serviços variam consideravelmente. Ateneu refere-se a um rapaz que oferecia os seus serviços por um óbolo, mas o valor é considerado demasiado baixo. Estratão de Sardes, autor de epigramas, refere uma transacção por cinco dracmas. Uma carta do Pseudo-Ésquines estima em 3000 dracmas o dinheiro ganho por um tal Melanopo, provavelmente durante toda a sua carreira.